# Ямада Акіхіро
Ямада Акіхіро (яп. 山田 章博) — японський ілюстратор та манґака. Народився в місті Коті на осторі Шікоку, Японія. Зараз проживає в Кіото. В 1996 році отримав нагороду «Seiun Award».
Попри те, що Акіхіро створив багато манґ, він більше відомий як ілюстратор та дизайнер персонажів аніме та манґи. Його найкращі роботи як ілюстратора - «十二国記» (укр. Дванадцять королівств) (автор Оно Фуюмі) та «ロードス島戦記» (укр. Записки війни Лодосс) (автор Руо Мізуно). Найвідоміша його робота, як дизайнера персонажів, це аніие-серіал «RahXephon». Ямада Акіхіро також роботав над дизайном фільму «Shinobi: Heart Under Blade».